# Carbuíz
Carbuíz es una aldea española situada en la parroquia de Junquera de Espadañedo, del municipio de Junquera de Espadañedo, en la provincia de Orense, Galicia.

## Demografía
| Gráfica de evolución demográfica de Carbuíz entre 2000 y 2022 |
|                                                               |
| Datos según el nomenclátor publicado por el INE.              |